# Липовское (Туринский муниципальный округ)
Ли́повское — село в Туринском городском округе Свердловской области России. Вместе с близлежащими сельскими населёнными пунктами образует Липовское сельское управление Администрации Туринского городского округа.

## Географическое положение
Село Липовское расположено в 24 километрах к юго-юго-востоку от города Туринска (по автодороге в 27 километрах), на правом берегу реки Туры, в устье её правого притока — реки Липовки.

## Христорождественская церковь
В 1816 году была построена каменная двухпрестольная церковь, освящена в 1816 году в честь Рождества Христова, а придел — пророка Иоанна Предтечи. Христорождественская церковь была закрыта в 1930 году, а после была снесена.

## Население
| 2002 | 2010 | 2021 |
| ---- | ---- | ---- |
| 759  | ↘623 | ↘495 |